# Plagideicta rudolfi
Plagideicta rudolfi är en fjärilsart som beskrevs av Kobes 1983. Plagideicta rudolfi ingår i släktet Plagideicta och familjen nattflyn. Inga underarter finns listade i Catalogue of Life.